# Zoo di Baku
Lo zoo di Baku (in azero Bakı zooloji parkı) è un parco zoologico situato nella città omonima. Inaugurato nel 1928, è il più antico zoo dell'Azerbaigian. È di proprietà del Ministero della Cultura e del Turismo e del Municipio di Baku. Ricopre una superficie totale di 4,25 ha.

## Storia
Lo zoo di Baku venne creato in un settore di un parco intitolato a Lunačarskij (attualmente intitolato a Nizami).
Nel 1942 venne fondato un nuovo zoo con strutture e animali provenienti dallo zoo di Rostov, che era stato evacuato per motivi bellici; la cerimonia di apertura ebbe luogo dopo la fine della Grande Guerra patriottica. Fino al 1958 il parco zoologico si trovava nei pressi di una stazione ferroviaria in una piccola piazza, che in seguito venne chiamata Ilič.

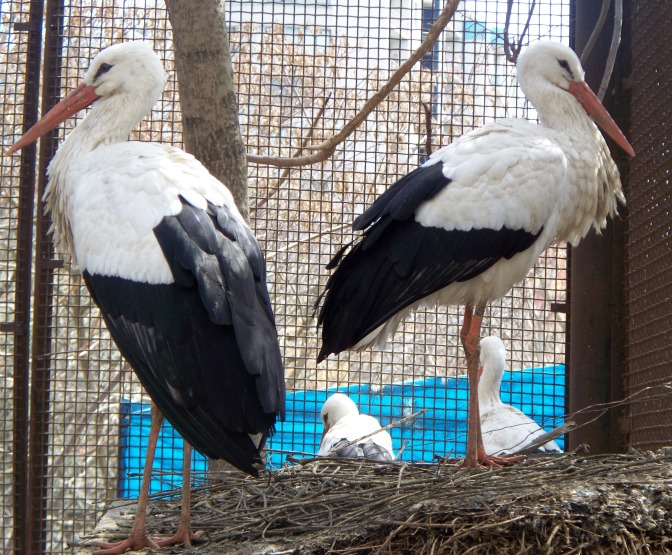
Cicogne bianche.

Nel 1958 lo zoo fu trasferito nella cittadina di Bayil, alla periferia di Baku, dove rimase fino alla metà degli anni '70, quando Bayil venne colpita da una frana durante la quale un leone e un orso morirono schiacciati da una gabbia caduta. Questo evento spinse la municipalità a cercare un luogo nuovo e più sicuro per lo zoo, ma fino a quando la decisione non fu presa, lo zoo venne temporaneamente trasferito nella cittadina di Razin (l'attuale Bakikhanov) dove rimase fino al 1985.
Durante questo periodo, tuttavia, un gruppo di esperti costituito da zoologi, biologi e altri specialisti decise che la sistemazione più adatta per gli animali era un parco situato nel distretto di Narimanov, un'altra zona di Baku. Il nuovo zoo iniziò allora ad essere costruito nei pressi di un trenino per bambini, e, secondo il progetto iniziale, doveva ricoprire una superficie di 45 ettari. Per accelerare la costruzione, tuttavia, venne deciso di utilizzare temporaneamente solo un'area di 2,25 ettari e successivamente espandere la superficie costruendo una ferrovia circolare per bambini intorno allo zoo.
Nel 1979 il capo del Potere Esecutivo stanziò la quantità di denaro necessaria per la costruzione del nuovo zoo, che ai protrasse per 5 anni a causa della scarsità dei finanziamenti. Alla fine, il 1º settembre 1985, il nuovo zoo di Baku divenne operativo e venne nuovamente aperto al pubblico nel luogo in cui sorge tuttora.
Nel 2001, per ordine del capo del Potere Esecutivo di Baku, sono stati assegnati allo zoo altri 2 ettari, espandendo la superficie totale a 4,25 ettari.
Nel 2008 sono state trasferite in aereo sei coppie di animali esotici provenienti dallo zoo di Minsk: coccodrilli del Nilo, coati, cincillà, caprioli, cani egiziani e linci. In cambio, lo zoo di Baku aveva ceduto un giovane esemplare di leone, che era stato trasportato nella capitale della Bielorussia alla fine del 2007.
Nel 2010 sono iniziati i lavori di costruzione nei territori appartenenti allo zoo, durante i quali la stazione della ferrovia per bambini è stata interamente ricostruita. In agenda è stato nuovamente inserito il problema di trovare una nuova collocazione per lo zoo.
A partire dagli anni 2000, le organizzazioni per la protezione degli animali hanno iniziato a esprimere preoccupazioni in merito alle condizioni in cui vivono gli animali e alla sicurezza per il pubblico.

## Progetto di un nuovo zoo
Per ordine di Ilham Aliyev - il Presidente dell'Azerbaigian -, nel villaggio di Ceyranbatan nel distretto di Abşeron, a circa 10 chilometri da Baku, verrà costruito un nuovo zoo che ospiterà specie uniche e rare di flora e fauna. A tale scopo, il fondo del presidente ha stanziato una somma di 2,85 milioni di manat (circa 5,6 milioni di euro). Il nuovo parco zoologico, che coprirà una superficie di 230 ettari, ospiterà specie rare di mammiferi e uccelli provenienti da diversi continenti, in particolare dall'Australia. Un apposito staff, comprendente specialisti di diversi istituti di ricerca e di organizzazioni no-profit, è stato istituito in seno al Ministero dell'Ecologia e delle Risorse naturali e all'Accademia Nazionale delle scienze dell'Azerbaigian.

## Simbolo dello zoo di Baku
Animale simbolo dello zoo di Baku è il fenicottero maggiore, comparso per la prima volta nella capitale azera all'inizio degli anni '90. Gli abitanti trasportarono questi uccelli feriti e in fin di vita allo zoo, dove i custodi, guidati dal veterinario capo Chingiz Sultanov, si presero cura di loro. Grazie al loro operato, lo zoo ospita attualmente circa 28 fenicotteri.

## Animali
Nel 2010 lo zoo ospitava circa 1200 animali, appartenenti a 160 specie diverse.
| - Coccodrillo del Nilo - Fenicottero maggiore - Orso bruno - Renna - Cane egiziano - Poiana comune - Grifone eurasiatico - Lince eurasiatica - Capriolo - Cervo nobile - Leone - Tigre - Zebù - Cammelli - Avvoltoio monaco |  | - Bufalo asiatico - Leopardo - Tartarughe - Giaguaro - Daino - Bovini - Lupo - Scimmie - Cincillà - Struzzo - Pappagalli - Pesci - Coati - Emù - Gipeto |  | - Lama - Capovaccaio - Muntjac - Sciacallo dorato - Volpi - Ippopotamo - Pony |  |

## Galleria d'immagini

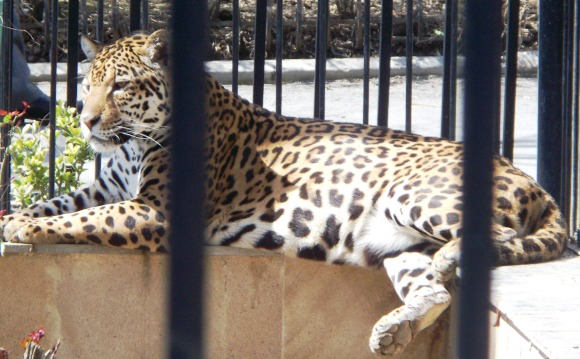
Giaguaro
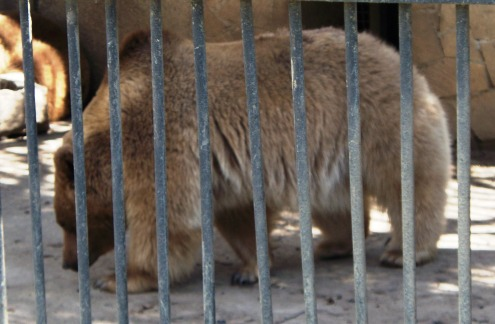
Orso bruno
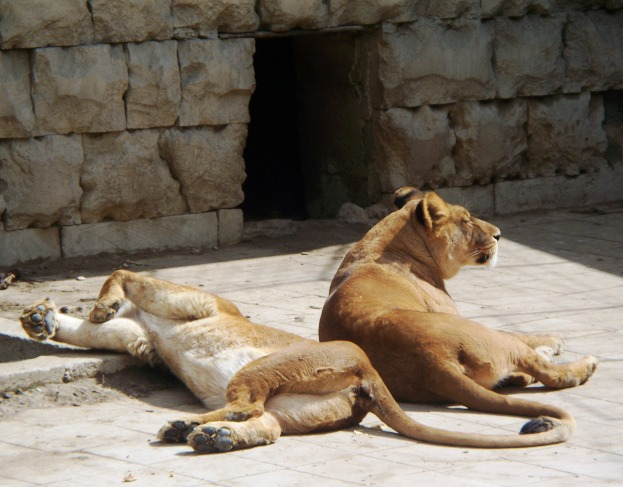
Leoni africani
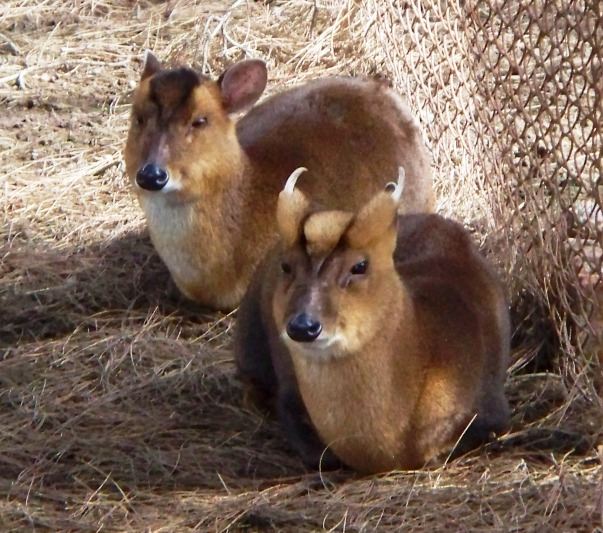
Muntjac
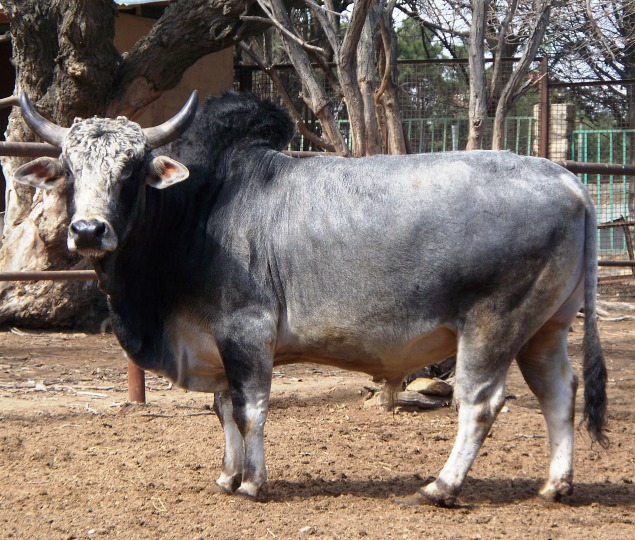
Zebù
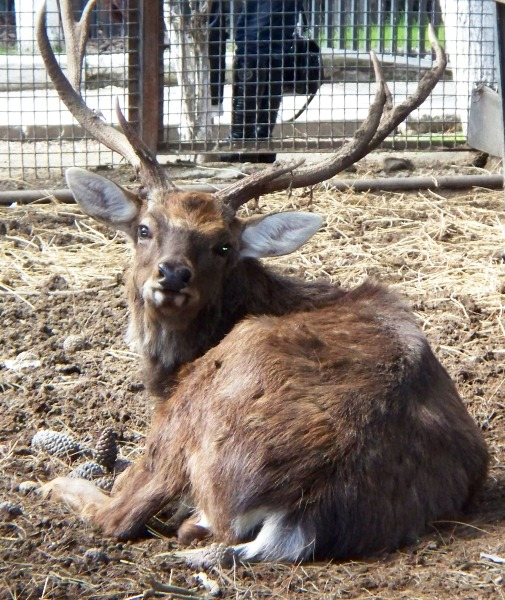
Cervo nobile
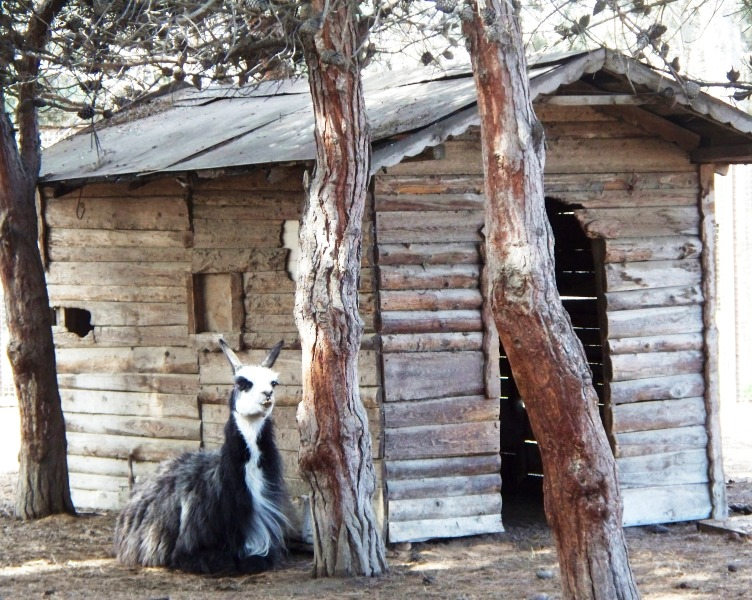
Lama
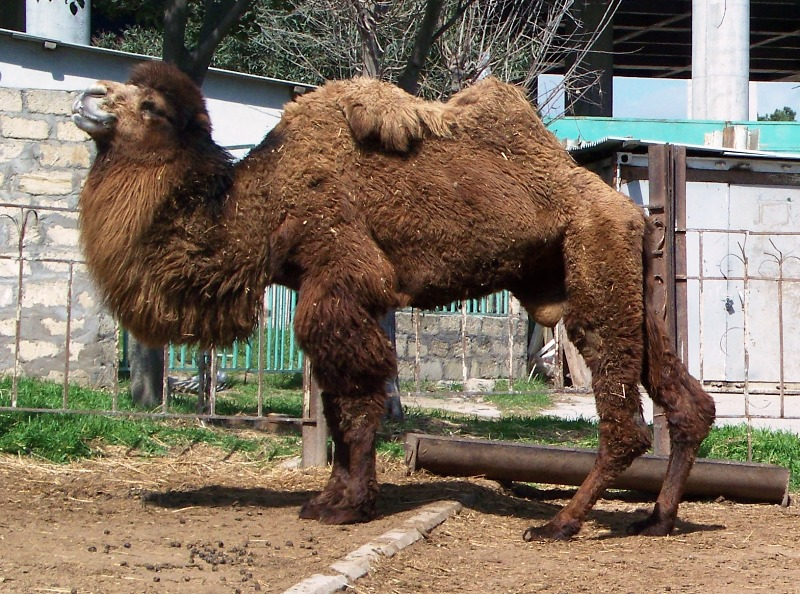
Cammello della Battriana
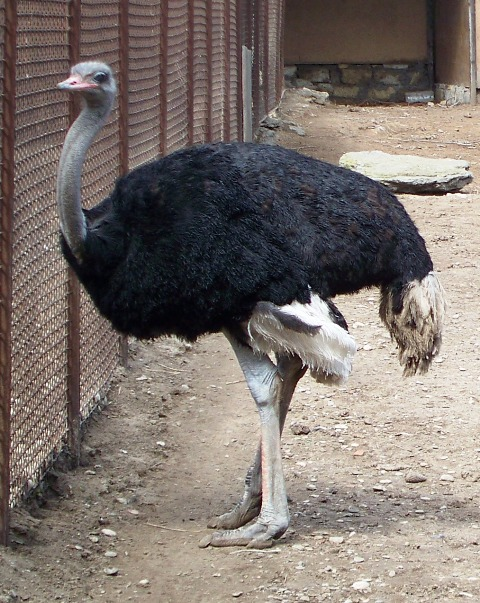
Struzzo
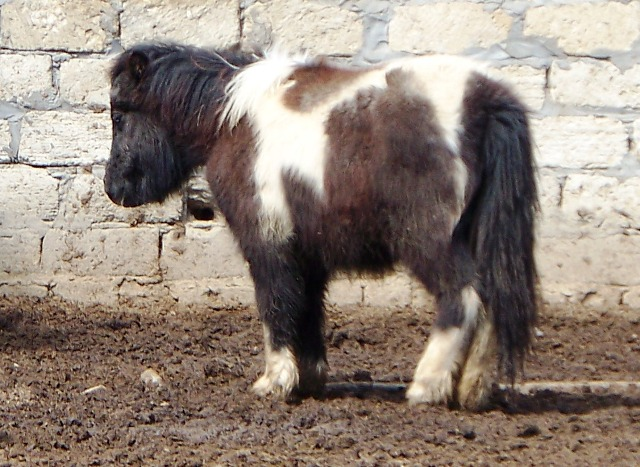
Pony delle Shetland
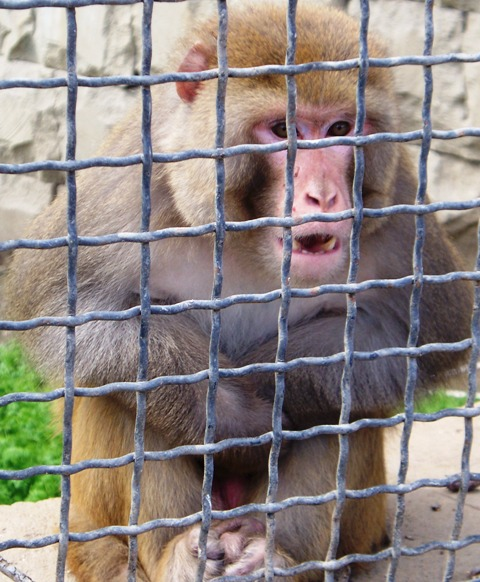
Macaco reso
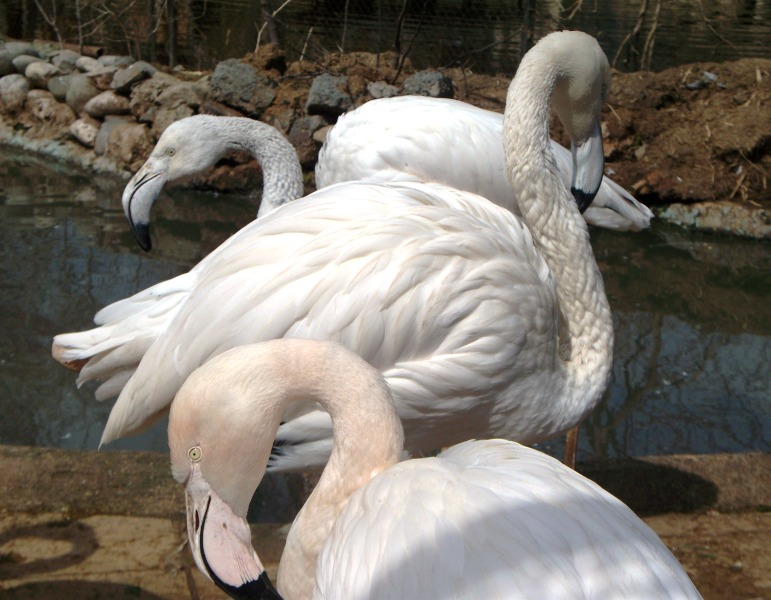
Fenicotteri maggiori
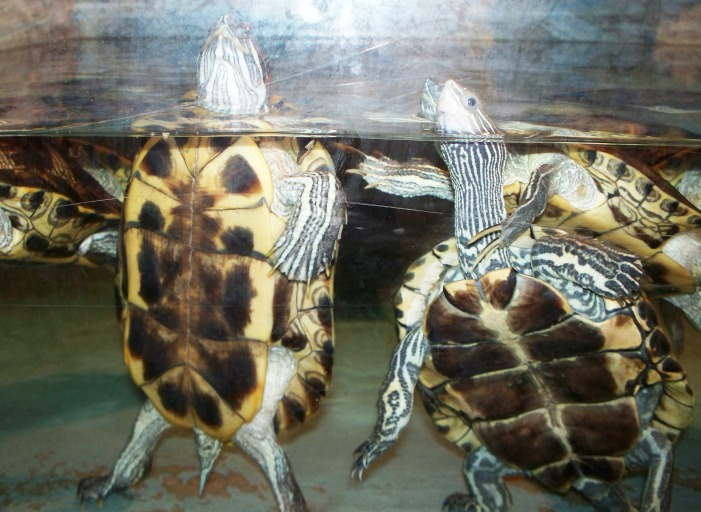
Tartarughe